# Karl Philipp Francke
Karl Philipp Francke, född 17 januari 1805 i staden Schleswig, död 23 februari 1870 i Kiel, var en slesvig-holsteinsk politiker; far till Ernst Francke.
Francke anställdes 1835 i generaltullkammaren i Köpenhamn, men var samtidigt en av det slesvig-holsteinska partiets ledare. Då upproret i mars 1848 utbröt, försökte han att genom falska påståenden lugna stämningen med avseende på partiets planer. Man erbjöd honom därför plats i den nya ministären, i den tron att han ville gå in på Holsteins avsöndrande såsom ett särskilt land; men han begav sig hemligen från Köpenhamn och gick strax i upprorets tjänst. Som ledamot av Frankfurtparlamentet 1848 genomdrev han antagandet av vapenstilleståndet i Malmö, men med ett tillägg, som möjliggjorde kringgåendet av dess bestämmelser, och blev i november samma år upprorsregeringens fullmäktige hos den tyska centralmakten och pådrev dess rustning mot Danmark. I augusti 1849 blev han finans- samt i juni 1850 utrikesminister i upprorsregeringen och uteslöts därför, efter upprorets undertryckande (1851), från amnestin. Samma år blev han regeringspresident och 1858 minister i Sachsen-Coburg. I december 1863 följde han den augustenborgske pretendenten, hertig Fredrik, till Kiel och var till 1866 hans förnämste rådgivare. År 1867 blev han ledamot av Nordtyska förbundets riksdag.